# Richard Pert
Richard Pert (22 januari 1981) is een Britse schaker met FIDE-rating 2416 in 2017. Sinds 2002 is hij een internationaal meester (IM).
Richard Pert eindigde in 2005 in het toernooi om het kampioenschap van Groot-Brittannië "Smith & Williamson" met 7.5 uit 11 op een gedeelde derde plaats; de Schot Jonathan Rowson werd kampioen met 8.5 uit 11.
In 2014 werd hij 7e bij het kampioenschap van Groot-Brittannië, dat werd gehouden in Aberystwyth (7.5 uit 11). In 2015 werd hij zesde bij het kampioenschap van Groot-Brittannië, dat werd gehouden in Coventry (7.5 uit 11). In 2016 eindigde hij bij het kampioenschap van Groot-Brittannië, in Bournemouth, op de 36e plaats (5.5 uit 11).
Zijn tweelingbroer is de schaakgrootmeester Nicholas Pert.

## Boeken
- Playing the Trompowsky, Richard Pert, ISBN 978-1-90798-275-0, Quality Chess, juli 2013
- Playing the Ragozin, Richard Pert, ISBN 978-1-78483-030-4, Quality Chess[4]

## Externe koppelingen
- (en)   Informatie over schaakpartijen van Richard Pert op ChessGames.com
- (en)   Informatie over schaakpartijen van Richard Pert op 365chess.com
- (en)  FIDE-ratinggegevens voor Richard Pert